# 阿姆站
阿姆站，是法国的一个铁路车站，位于法国城市米耶维莱特境内，靠近阿姆。

## 位置
阿姆站位于阿姆市区的南部，亚眠－拉昂铁路58.946公里处。车站大致呈东西走向，开口朝北。
阿姆站虽然有"阿姆"之名，但事实上却在米耶维莱特，距离阿姆市区大约800米。
此外，由于法国境内还有多个含有"Ham"一名的火车站，因此阿姆站的官方名称中有时会带上"索姆省"这一后缀（Gare de Ham (Somme)）以示区分。

## 设施
阿姆站设有人工售票窗口，其开放时间如下：
- 周一至周五：6:25~13:40
- 周六：7:10~11:30和12:30~15:25
- 周日及节假日：9:30~12:00和13:00~17:45

此外，阿姆站站内还设有自动售票机等设施。

## 停靠线路
以下列车线路在阿姆站停靠：
| 阿姆站列车线路表     |      |        |                          |              |
| 线路                 | 车种 | 上一站 | 下一站                   | 大致运行频率 |
| Amiens—Laon          | TER  | Nesle  | Flavy-le-Martel/Tergnier | 每天5~11趟   |
| Amiens—Tergnier      | TER  | Nesle  | Flavy-le-Martel          | 每天1~2趟    |
| Amiens—Saint-Quentin | TER  | Amiens | Saint-Quentin            | 每天2~7趟    |
| 1. 2.                |      |        |                          |              |

## 配套交通

### 长途客车
| 停靠阿姆站的大巴车     |                        |                                                                                           |
| 上下车地点             | 运营单位               | 主要线路及目的地                                                                          |
| 阿姆市区（République） | 索姆省城际客运 Trans80 | - 50线：Croix-Moligneaux、Péronnes - 51线：Saint-Christ-Briost - 52线：Nesle - 53线：Roye |
| 阿姆站门口             | SNCF Car TER           | （当某条铁路线施工或罢工时，SNCF可能也会提供途径该线路沿途站点的大巴车）                  |
| 1. 2. 3.               |                        |                                                                                           |

### 市内交通
阿姆站附近暂无城市公共交通线路经过。

### 社会车辆
阿姆站门口设有社会车辆停车场。

## 临近车站
| 阿姆站（Gare de Ham）          |                |                    |
| 上行车站                       | 线路           | 下行车站           |
| 内勒站                         | 亚眠－拉昂铁路 | 弗拉维勒马尔泰勒站 |
| - 本表仅显示运营中的线路及车站 |                |                    |